# Lost Nation
La ville américaine de Lost Nation est située dans le comté de Clinton, dans l’État de l’Iowa. Elle comptait 497 habitants lors du recensement de 2000.

## Source
- (en) Cet article est partiellement ou en totalité issu de l’article de Wikipédia en anglais intitulé « Lost Nation, Iowa » (voir la liste des auteurs).